# Pedu'el
Pedu'el (hebrejsky פְּדוּאֵל, doslova „Vykoupeni Bohem“, podle biblického citátu z knihy Izajáš 35,10 - „Vykoupení, pravím, Hospodinovi navrátí se“, v oficiálním přepisu do angličtiny Pedu'el) je izraelská osada a vesnice typu společná osada (jišuv kehilati) na Západním břehu Jordánu v distriktu Judea a Samaří a v Oblastní radě Šomron (Samařsko).

## Geografie
Nachází se na v nadmořské výšce 380 metrů na jihozápadním okraji hornatiny Samařska, cca 15 kilometrů východně od města Petach Tikva, cca 12 kilometrů jihozápadně od města Ariel, cca 35 kilometrů severozápadně od historického jádra Jeruzaléma a cca 26 kilometrů východně od centra Tel Avivu.
Vesnice je na dopravní síť Západního břehu Jordánu napojena pomocí lokální silnice číslo 446 vedoucí na západ k sousedním izraelským osadám (zejména Bejt Arje-Ofarim) a na východ k osadě Alej Zahav a dál k takzvané Transsamařské dálnici, která zajišťuje spojení jak s vnitrozemím Západního břehu Jordánu a s městem Ariel, tak s aglomerací Tel Avivu.
Leží v menším ale územně souvislém bloku izraelských vesnic (Guš Ma'arava) na západním okraji okupovaného Západního břehu Jordánu, jen cca 5 kilometrů od Zelené linie, která odděluje území Izraele v mezinárodně uznávaných hranicích. Součástí tohoto bloku jsou ještě obce Alej Zahav, Bruchin a Bejt Arje-Ofarim (v širší definici je Pedu'el součástí velkého sídelního bloku Guš Ari'el). Okolo ale existuje několik palestinských vesnic (nejblíže z nich Dejr Ballut, 2 kilometry západně od Pedu'el a Rafat 2 kilometry severozápadním směrem).

## Dějiny
Osada Pedu'el vznikla v roce 1984. Jejími zakladateli byla skupina nábožensky orientovaných rodin z osady Alon Švut. O založení nové osady se zmiňuje vládní materiál izraelské vlády z té doby. Budoucí obec je v ní nazývána pracovně Dir Kela. Dalšími alternativními názvy připravované osady byly Kela'im, Kela nebo Šahar. V zřízení nové osady se angažovala Národní náboženská strana. Původní plán počítal s výhledovou kapacitou 361 bytových jednotek. Jedním ze zakladatelů osady byl Benci Lieberman, pozdější předseda rady Ješa.
V obci v současnosti funguje ješiva Erec ha-Cvi, náboženská základní škola s 12 třídami, čtyři mateřské školy, veřejná knihovna, obchod a zdravotní středisko. Podle plánů z počátku 21. století měla být osada Pedu'el společně se sousedními osadami Alej Zahav, Bejt Arje-Ofarim a Bruchin zahrnuta do Izraelské bezpečnostní bariéry, která zde měla vytvořit podlouhlý koridor směřující z vlastního Izraele až do centrálního Samařska, k městu Ariel. Dle stavu z roku 2008 ale nebyla bariéra v tomto úseku ještě postavena a ani nedošlo k definitivnímu stanovení její trasy. Bariéra bylo zatím místo toho zbudována na západě, poblíž Zelené linie.

## Demografie
Obyvatelstvo Pedu'el je v databázi rady Ješa popisováno jako nábožensky založené. Podle údajů z roku 2014 tvořili naprostou většinu obyvatel Židé (včetně statistické kategorie "ostatní", která zahrnuje nearabské obyvatele židovského původu ale bez formální příslušnosti k židovskému náboženství).
Jde o menší obec vesnického typu (ale ve své kategorii jde o spíše lidnatější obec) s dlouhodobě rostoucí populací. K 31. prosinci 2014 zde žilo 1475 lidí. Během roku 2014 registrovaná populace stoupla o 7,6 %.
| Rok            | 1991 | 1992 | 1993 | 1994 | 1995 | 1996 | 1997 | 1998 | 1999 | 2000 |
| -------------- | ---- | ---- | ---- | ---- | ---- | ---- | ---- | ---- | ---- | ---- |
| Počet obyvatel | 265  | 323  | 342  | 421  | 498  | 633  | 710  | 747  | 834  | 885  |

| Rok            | 2001 | 2002  | 2003  | 2004  | 2005  | 2006  | 2007  | 2008  | 2009  | 2010  | 2011  | 2012  | 2013  | 2014  |
| -------------- | ---- | ----- | ----- | ----- | ----- | ----- | ----- | ----- | ----- | ----- | ----- | ----- | ----- | ----- |
| Počet obyvatel | 899  | 1 010 | 1 088 | 1 219 | 1 113 | 1 116 | 1 168 | 1 227 | 1 096 | 1 186 | 1 240 | 1 315 | 1 371 | 1 475 |